# Ratten
Ratten é um município da Áustria, situado no distrito de Weiz, no estado da Estíria. Tem 28,8 km² de área e sua população em 2019 foi estimada em 1.123 habitantes.